# اعتدال (مختصات آسمانی)
اعتدال دو نقطه تلاقی استوای سماوی با دایرةالبروج که شامل نقطه اعتدال بهاری و متقابلا نقطه اعتدال پاییزی است و در مختصات سماوی نقطه اعتدال بهاری (حمل) مبدأ فرض می‌شود با این تفاوت که نیم‌دایره اعتدال در مختصات استوایی عمود بر استوای سماوی است و در مختصات دایرةالبروجی عمود بر دایرةالبروج است. نیم‌دایره اعتدال در مختصات استوایی، گرینویچ آسمان است.

## منبع
- ویکی‌پدیا انگلیسی: http://en.wikipedia.org/wiki/Equinox_%28celestial_coordinates%29